# Jake Getman
Jake T. Getman (* 9. August 2007) ist ein US-amerikanischer Schauspieler und Synchronsprecher.

## Leben
Getman wurde am 9. August 2007 geboren und startete mit sechs Jahren seine Karriere als Kinderdarsteller. Nach ersten Episodenrollen und Besetzungen in Kurzfilmen, gab er 2015 im Film The Magician’s Son als Noah Thompson sein Filmschauspieldebüt. Ein Jahr später verkörperte er im The-Asylum-Horrorfilm Little Dead Rotting Hood – Keine Angst vorm bösen Wolf die Rolle des Dusty. 2018 wirkte er im Lifetime-Television-Horrorfilm House of Darkness: New Blood in einen der Hauptrollen als Dylan mit. Ab demselben Jahr bis 2019 wirkte er in elf Episoden der Fernsehserie A Girl Named Jo in der Rolle des Ray Fitzroy mit. In den nächsten Jahren folgten Episodenrollen in verschiedenen US-amerikanischen Fernsehserien.
Neben seiner Tätigkeit als Schauspieler ist Getman auch als Synchronsprecher zu hören. So lieh er 2019 im Computerspiel Concrete Genie seine Stimme und war 2023 in der Zeichentrickserie American Dad zu hören.

## Filmografie (Auswahl)
- 2013: Outrageous 911 (Fernsehserie, Episode 1x01)
- 2013: TLC Presents (Fernsehserie, Episode 1x02)
- 2014: To the Island (Kurzfilm)
- 2015: The Story of Ag-Gag! (Kurzfilm)
- 2015: The Magician’s Son
- 2015: Greener Grass (Kurzfilm)
- 2015: Adam Ruins Everything (Fernsehdokuserie, Episode 1x01)
- 2016: Little Dead Rotting Hood – Keine Angst vorm bösen Wolf (Little Dead Rotting Hood)
- 2016: Chronologie des Grauens (Murder Book, Fernsehdokuserie, Episode 2x10)
- 2016: Dr. Flodeboller, Child Psychiatrist (Kurzfilm)
- 2016: People Magazine: Investigativ (Fernsehdokuserie, Episode 1x01)
- 2017: Franklin (Kurzfilm)
- 2017: Kinderfänger (Kurzfilm)
- 2017: Nerdist Presents: The Mystic Museum (Miniserie)
- 2017: Scarborough (Kurzfilm)
- 2018: Karma Dog
- 2018: Mani (Fernsehserie, Episode 2x10)
- 2018: CollegeHumor Originals (Fernsehserie, 1 Episode)
- 2018: Stop the Bleeding! (Fernsehserie, Episode 8x05)
- 2018: House of Darkness: New Blood (Fernsehfilm)
- 2018: Superlópez
- 2018: Watermelon Tiger (Kurzfilm)
- 2018–2019: A Girl Named Jo (Fernsehserie, 11 Episoden)
- 2019: Schooled (Fernsehserie, Episode 1x09)
- 2019: Barry (Fernsehserie, Episode 2x06)
- 2019: Celebrity Crush
- 2019: Conan (Fernsehserie, Episode 9x70)
- 2019: Second Chances with Jason Nash (Fernsehserie, Episode 1x02)
- 2019: Sunnyside (Fernsehserie, Episode 1x06)
- 2020: Eine unberechenbare Familie (Just Roll with It, Fernsehserie, Episode 2x02)
- 2020: Aubergine (Kurzfilm)
- 2021: Love, Millennial Style (Fernsehserie, Episode 2x05)
- 2021: Surprise! (Kurzfilm)
- 2021: Trace (Fernsehserie, 2 Episoden)
- 2022: Im Dutzend noch billiger (Cheaper by the Dozen)
- 2022: Cosmo & Wanda: Wenn Elfen weiterhelfen (The Fairly OddParents: Fairly Odder, Fernsehserie, Episode 1x02)
- 2022: Life by Ella (Fernsehserie, Episode 1x08)

## Synchronisationen (Auswahl)
- 2018–2022: Young Ben Franklin (Podcastserie)
- 2019: Concrete Genie (Computerspiel)
- 2023: Der Auserwählte (The Chosen One, Fernsehserie, 2 Episoden)
- 2023: American Dad (American Dad!, Zeichentrickserie, 2 Episoden)
- 2023: Mein Freund, der Weihnachtself (Elf Me)